# Robles (Jamundí)
Robles es un centro poblado, situado en el sur occidente del departamento del Valle del Cauca, en la zona plana del sur del municipio de Jamundí, a una distancia de 65 km por carretera pavimentada de Cali y a 23 km de la cabecera del municipio de Jamundí. La extensión total del centro poblado y su rural disperso es de 1,460.49 has. de las que aproximadamente 18 son urbanas y 1.442.49 rurales.

## Demografía
| Población                                 | Extensión                         |
| ----------------------------------------- | --------------------------------- |
| 1.465 habitantes                          | 1,460.49 has                      |
| 46% son hombres y el 54% restante mujeres | 18 son urbanas y 1.442.49 rurales |